# ستيف فوربس
مالكوم ستيفنسون «ستيف» فوربس الابن أو ستيف فوربس (بالإنجليزية: Steve Forbes) (ولد 18 يوليو 1947) ناشر أمريكي، رشح مرتين من قبل الحزب الجمهوري لرئاسة الولايات المتحدة ورئيس تحرير مجلة فوربس. رشح فوربس للانتخابات الرئاسية عن الحزب الجمهوري في عام 1996 وعام 2000. فوربس ابن مالكوم فوربس، مدير الشركة السابق وحفيد مؤسس المجلة بيرتي تشارلز فوربس.

## السيرة الذاتية

### النشأة
ولد فوربس في موريستاون، نيو جيرسي لروبرتا ريمسين (إسمها قبل الولادة لايدلو) ومالكوم فوربس. تربى في قصر والده في فار هيلز، نيو جيرسي.

### التعليم
التحق فوربس بمدرسة كانتري هيل في فار هيلز مع كريستين تود ويتمان. تخرج بتقدير امتياز من مدرسة بروكس في نورث أندوفر، ماساتشوستس في عام 1966 ومن جامعة برينستون، نيو جيرسي، في عام 1970. خلال فترة دراستة في برنستون، أسس فوربس أول مجلة له باسم بيزنيس توداي مع اثنين من الطلاب الأخرين، والتي تعد حاليا أكبر مجلة تدار من قبل الطلاب على مستوى العالم.
التحق فوربس بأخوية ألفا كابا بيسي وتاو كابا إيبلسون حاصل على العديد من الدرجات الفخرية من جامعات مختلفة بما في ذلك معهد نيويورك للتكنولوجيا وجامعة ليهاي.

### الحياة السياسية

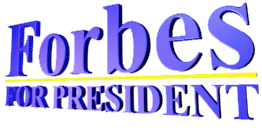
شعار حملة فوربس لعام 1996

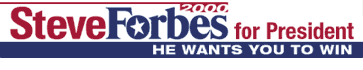
شعار حملة فوربس لعام 2000

#### بداية الحياة السياسية
في عام 1985، عين رئيس الولايات المتحدة رونالد ريغان فوربس رئيسًا لمجلس إدارة البث الدولي (BIB)، راديو أوروبا الحرة/ راديو الحرية.
ساعد فوربس في وضع مسودة كريستين تود ويتمان لتخفيض الضرائب على دخل ولاية نيوجيرسي بنسبة 30% على مدى ثلاث سنوات، كانت المسودة عامل رئيسي في فوز تود ويتمان على الحاكم الحالي جيمس فلورير.

## الحياة الشخصية
في عام 1971، تزوج فوربس من سابينا بيكمان. رزق الثنائي بخمس بنات أشهرهم مويرا فوربس. يقيم فوربس مع عائلته في بيدمنستر، نيو جيرسي.

## وصلات خارجية
- ستيف فوربس على موقع IMDb (الإنجليزية)
- ستيف فوربس على موقع الموسوعة البريطانية (الإنجليزية)
- ستيف فوربس على موقع مونزينجر (الألمانية)
- ستيف فوربس على موقع إن إن دي بي (الإنجليزية)
- ستيف فوربس على موقع قاعدة بيانات الفيلم (الإنجليزية)
- ستيف فوربس نسخة محفوظة 8 فبراير 2012 على موقع واي باك مشين.- مجلة فوربس.
- الظهور- سي-سبان.
- حملة ستيف فوربس لرئاسة الولايات المتحدة عام 1996. نسخة محفوظة 3 مارس 2016 على موقع واي باك مشين.
- فوربس يفوز على جولياني.
- صفحة الشخصية لستيف فوربس نسخة محفوظة 4 أكتوبر 2011 على موقع واي باك مشين.- مركز البحوث التعاونية.